# Holt (Norfolk)
Pour les articles homonymes, voir Holt.
Holt est une ville d'Angleterre, dans le comté du Norfolk. Elle est située près de la mer du Nord et a une population de 3 550 hab.
La ville est célèbre pour son école fondée en 1555, la Gresham's School.
Elle est le terminus de la ligne ferroviaire privée North Norfolk Railway (en).

## Personnalités
Matthew Pinsent, quatre fois champion olympique et dix fois champion du monde d'aviron, est né à Holt en 1970.